# Clelia
Clelia är ett släkte av ormar. Clelia ingår i familjen snokar.  Släktet tillhör underfamiljen Dipsadinae som ibland listas som familj.
Vuxna exemplar är med en längd av 150 till 300 cm stora ormar. De förekommer i Central- och Sydamerika. Habitatet utgörs främst av skogar. Individerna är huvudsakligen nattaktiva och de stryper sina byten som kan vara däggdjur eller andra ormar. Honor lägger ägg.
Arter enligt Catalogue of Life:
- Clelia bicolor
- Clelia clelia
- Clelia equatoriana
- Clelia errabunda
- Clelia hussami
- Clelia langeri
- Clelia montana
- Clelia plumbea
- Clelia quimi
- Clelia rustica
- Clelia scytalina

The Reptile Database flyttar Clelia bicolor, Clelia montana och Clelia quimi till släktet Mussurana. Clelia rustica flyttas i databasen till släktet Paraphimophis.